# Neophengus chilensis
Neophengus chilensis är en skalbaggsart som beskrevs av Wittmer 1976. Neophengus chilensis ingår i släktet Neophengus och familjen Phengodidae. Inga underarter finns listade i Catalogue of Life.